# Lijst van dingen vernoemd naar prinses Elisabeth van België
Dit artikel bevat een lijst van dingen vernoemd naar prinses Elisabeth van België. Elisabeth van België, hertogin van Brabant, is de oudste dochter van koning Filip van België en is daarmee eerste in lijn voor de Belgische troonopvolging.

## Lijst

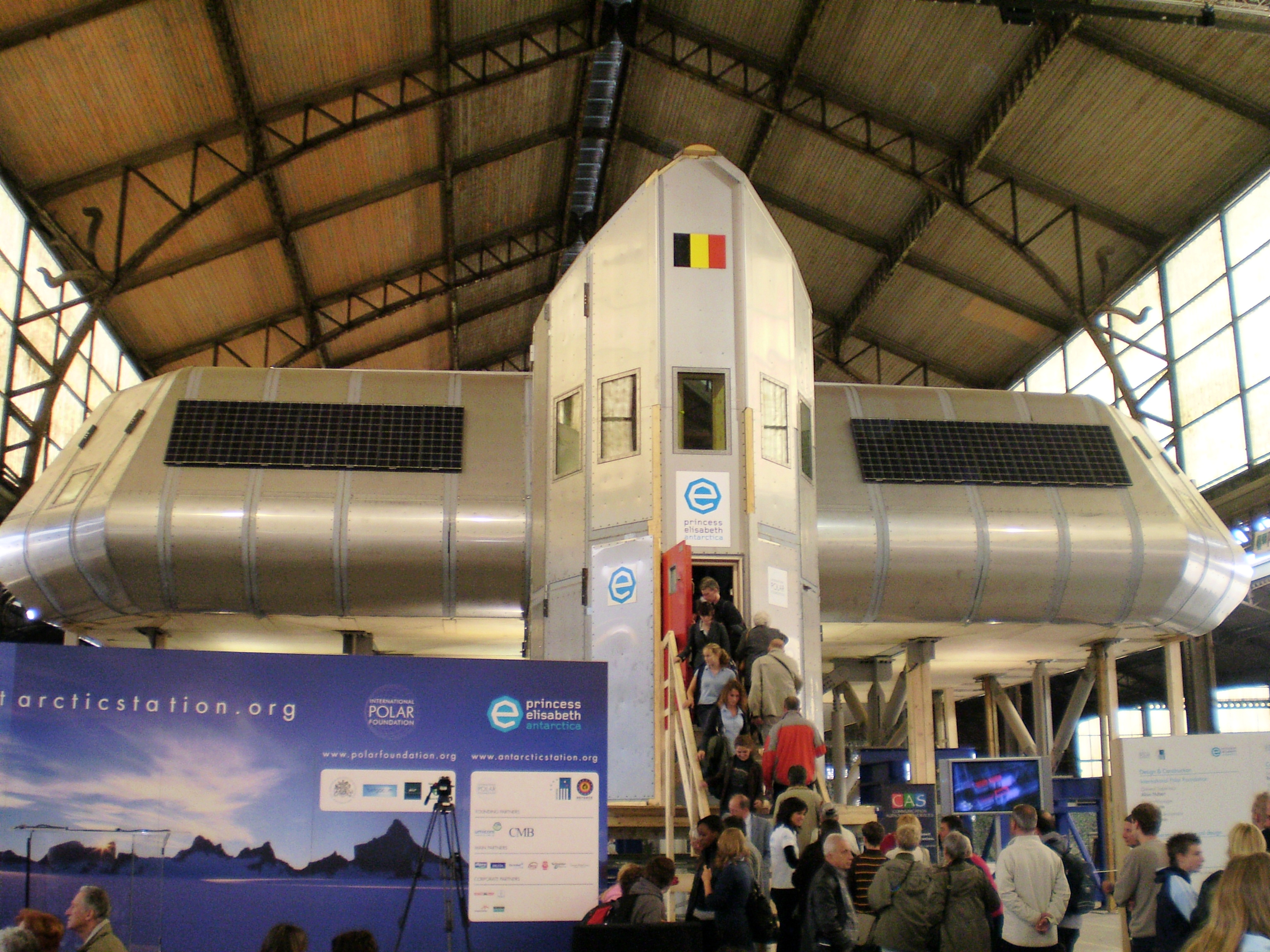
De Prinses Elisabethbasis voorafgaand aan de opbouw op Antarctica.

Zijn vernoemd naar prinses Elisabeth van België:
- de Prinses Elisabethlei, een straat in Malle (2008);[1]
- de Prinses Elisabethbasis, een Belgische wetenschappelijke basis op Antarctica (2009);
- het Kinderziekenhuis prinses Elisabeth, een afdeling van het Universitair Ziekenhuis Gent (2011);[2]
- de Kroonprinses Elisabethstraat en het Hertogin van Brabantplein, een straat en een plein in Boortmeerbeek (2015);[3][4][5]
- het Hertogin Van Brabantplein, een plein in Leopoldsburg (2015);[6][7]
- de Prinses Elisabeth Windmolenzone, een zone voor windturbine's in de Belgische territoriale wateren op de Noordzee (2019);[8]
- Prinses Elisabeth Eiland, een artificieel energie-eiland in de Prinses Elisabeth Windmolenzone[9]
- de microcostatus elisabethianus, een door Bart Van de Vijver en Luc Ector ontdekte algensoort (2019);[10][11]
- het Athénée Royal Princesse Elisabeth, een school in Aywaille (2020);
- en het Princess Elisabeth Additive Manufacturing Lab, een 3D-printlabo van het departement Werktuigkunde van de Katholieke Universiteit Leuven (2022).[12]